# Valdesamario
Valdesamario is een gemeente in de Spaanse provincie León in de regio Castilië en León met een oppervlakte van 61,73 km². Valdesamario telt 213 inwoners (1 januari 2016).

## Demografische ontwikkeling
Bron: INE, 1857-2011: volkstellingen
Opm.: Tot 1857 behoorde Valdesamario tot de gemeente Campo de la Lomba